# Continental Express

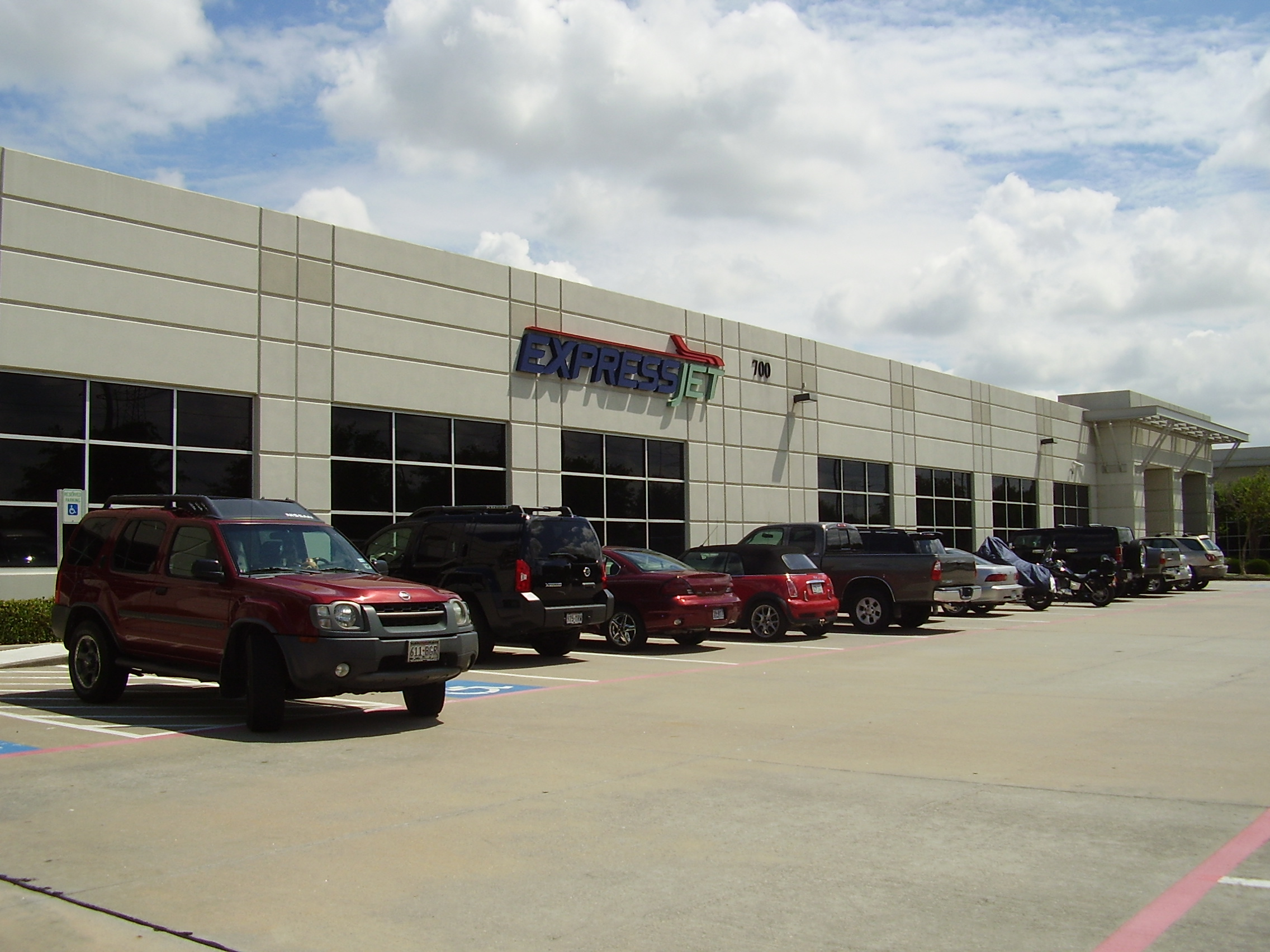
Sede de ExpressJet Airlines en Greenspoint, Houston.

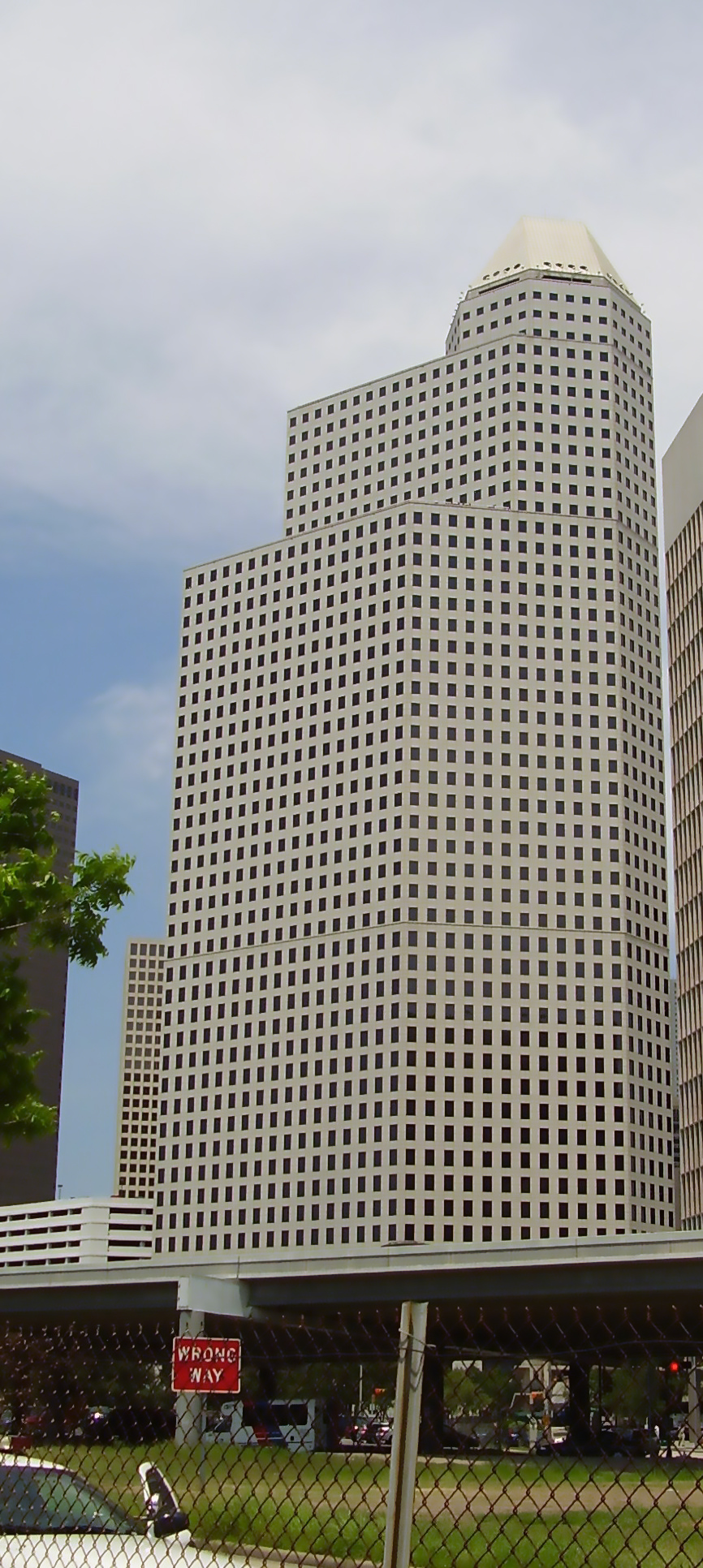
Continental Center I, sede de Continental Airlines en el centro de Houston, antiguamente albergaba la sede de ExpressJet

Continental Express fue la marca corporativa de la aerolínea regional de Continental Airlines que proveía servicio de alimentación de vuelos a ésta. En su momento:
- ExpressJet Holdings Inc. fue portador de ExpressJet Airlines
- Republic Airways Holdings fue portador de Chautauqua Airlines

que operaron bajo este nombre. Con servicio a aproximadamente 150 destinos en Estados Unidos, Canadá, México y el Caribe; ExpressJet y Chautauqua operaban todos los servicios de pequeños jets de Continental desde sus hubs en Houston, Newark y Cleveland con servicio adicional a otras ciudades. ExpressJet operaba una gran parte de su flota de 274 Embraer 145 y -135 bajo la marca de Continental Express.
ExpressJet fue en algún tiempo una filial totalmente poseída por la corporación en control de Continental Airlines. En esta encarnación anterior, antes de su desposeimiento, la flota de Continental Express era de tipo turbo-prop como el Embraer 120, el ATR 42/72 y el Beechcraft 1900, pero Continental Airlines ahora hizo contratos con otras líneas aéreas como CommutAir, Gulfstream International y Colgan Air para manejar aviones de apoyo bajo el nombre de Continental Connection en rutas cortas.
Continental Express comparte los hubs de Continental: el Aeropuerto Internacional de Cleveland-Hopkins de Cleveland (Ohio), el Aeropuerto Intercontinental George Bush de Houston y el Aeropuerto Internacional Libertad de Newark de Newark (Nueva Jersey).
En el pasado, otras aerolíneas como Trans-Colorado Airlines han usado el nombre de Continental Express. Trans-Colorado Airlines operó en la década de los años 1970 y 80's, cuando Continental tenía su hub de operaciones en el Aeropuerto Internacional Stapleton en Denver.

## Incidentes y accidentes
- Vuelo 2286 de Trans-Colorado Airlines: Un Fairchild Metroliner III se estrelló cerca de Bayfield, Colorado el 19 de enero de 1988, operado por Trans-Colorado Airlines. Los dos miembros de la tripulación y 7 de 15 pasajeros murieron. De los pasajeros sobrevivientes uno recibió heridas mayores y 6 heridas leves, 1 no recibió ninguna herida.[1]
- Vuelo 2574 de Continental Express: Un Embraer 120 volado por Britt Airways, era un vuelo de cabotaje programado del Aeropuerto Internacional de Laredo en Laredo (Texas) hacia el Aeropuerto Intercontinental George Bush de Houston. El 11 de septiembre de 1991, el avión se estrelló cuando estaba en aproximación hacia la pista de aterrizaje muriendo todas las 14 personas a bordo. La investigación de la NTSB encontró que un mal mantenimiento al estabilizador horizontal hizo que éste fallara en la aproximación, causando una nariz abajo severa y la desintegración del avión.[2]
- En junio del 2007, un incidente con un vuelo de Continental Express operado por ExpressJet Airlines condujo a una pasajera y a su hijo de 19 meses a ser bajados del avión el Aeropuerto Intercontinental George Bush.[3] Según testigos oculares, Kate Penland y su hijo Garren fueron obligados a bajar del avión de Atlanta a Oklahoma City por la asistente de vuelo Erica Sikorski, quien sintió que las repetidas frases del niño "bye bye plane" ("adiós, adiós avión" aumentaron las medidas de seguridad para el vuelo. La sobrecargo después sugirió que la madre le administrara un sedante al niño para tranquilizarlo pero ésta no cooperó. Durante una entrevista con la WSB-TV de Atlanta, Penland dijo que cuando otros pasajeros comenzaron a hablar de ella, Sikorski "se enojó más y pronto anunció que ella y su hijo deberían ser bajados del avión".[4] La razón dada al capitán por la sobrecargo fue que la señora Penland había amenazado a la asistente, una reclamación que la señora Penland negó y también fue refutada por uno de los otros pasajeros. La policía de Houston respondió al reporte de perturbación en el avión investigando el incidente, que resultó sin cargos y sin arrestos. Kristy Nicholas, la portavoz de ExpressJet, indicó que la aerolínea recibió una queja de la señora Penland sobre el incidente y su investigación. De acuerdo al Blog de MySpace que contenía la narrativa del evento en primera persona de la señora Penland, el departamento de relaciones al cliente de la línea aérea, respondió que ellos estaban "direccionando el asunto" y que "no podían comentar debido a la situación que todavía estaba bajo investigación y posible litigio". La Sra. Penland ha tenido desde entonces al abogado Steve Goldman, miembro de la Asociación de Abogados de Georgia  (enlace roto disponible en Internet Archive; véase el historial, la primera versión y la última). como su representante en este asunto.

## Flota

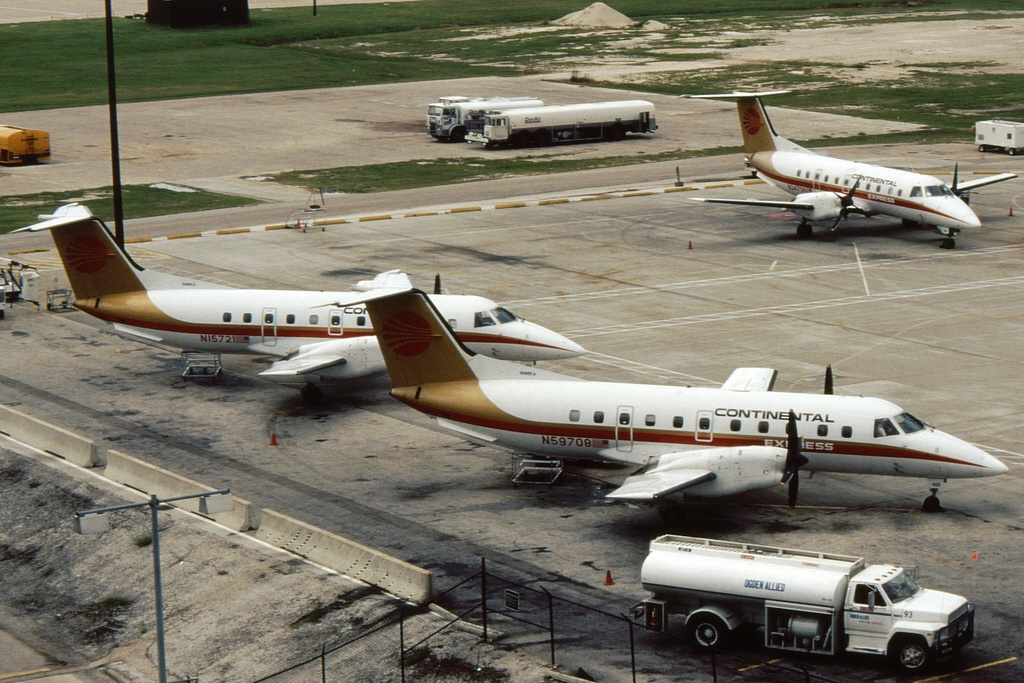
Una flota de Continental Express Embraer EMB-120RT Brasilias.

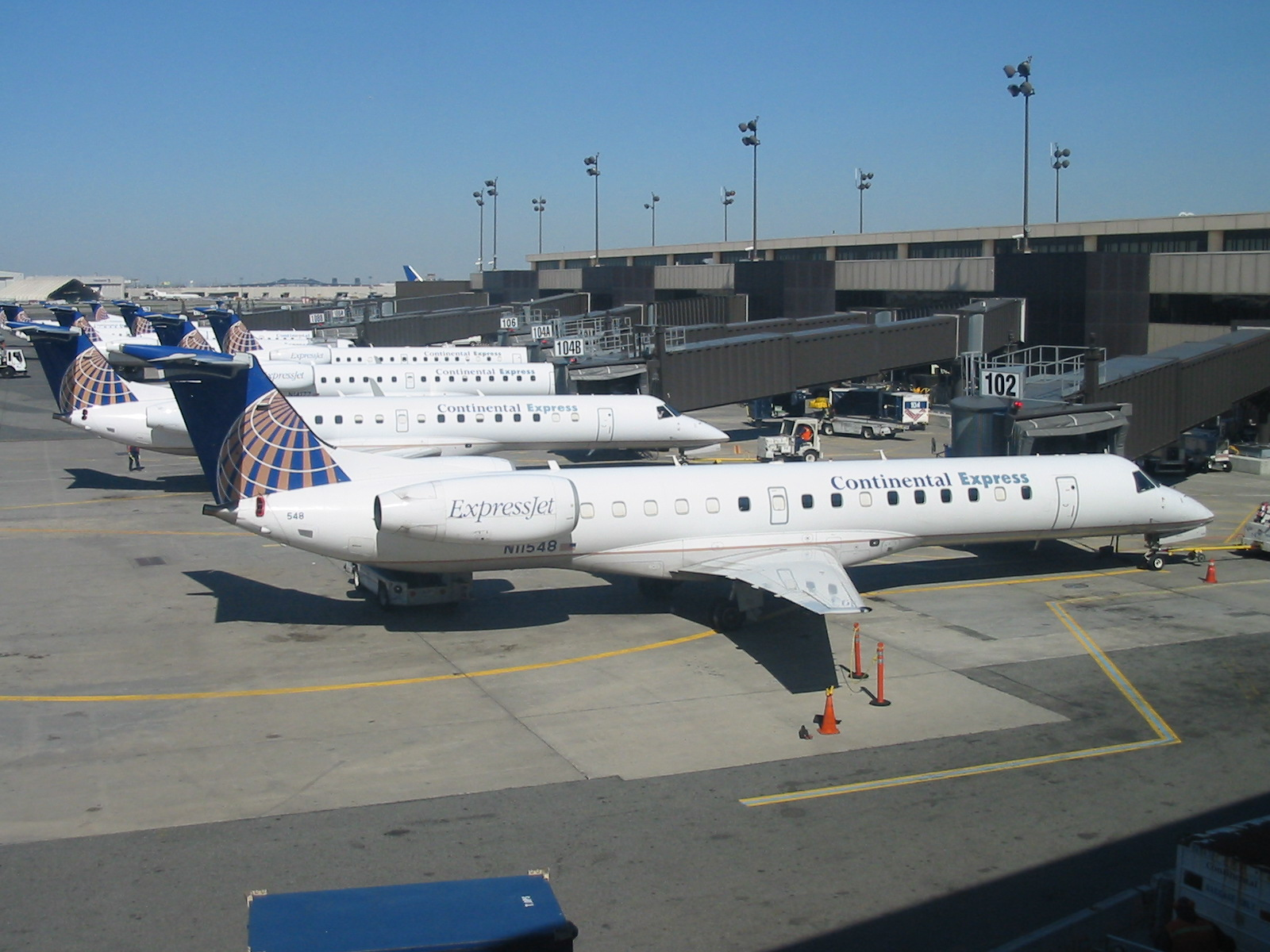
El más grande operador de ERJs es ExpressJet Airlines, bajo los colores de Continental Express.

ExpressJet Holdings anunció el 28 de diciembre de 2005, que ellos recibieron el anuncio de Continental Airlines de su intención de reducir en 69 el número de aeronaves de ExpressJet que operarían para Continental bajo el acuerdo de capacidad de compra de la compañía. Por el acuerdo, ExpressJet Airlines podría regresar los aviones a Continental, o arrendarlos de Continental a una tasa más alta y operarlos como alimentadora regional a otra aerolínea.
Como fue anunciado por Continental, el arrendamiento de los aviones del acuerdo se esperaba comenzar en enero del 2007 y ser completado durante el verano del 2007. Simultáneamente, Continental anunció su intención de solicitar propuestas de otras aerolíneas regionales para arrendar y operar los aviones regresados, comenzando en enero del 2007. Continental anunció en abril del 2006 que Chautauqua Airlines era la ganadora del contrato para operar los 69 aviones adquiridos por Continental.
ExpressJet Airlines después anunció su intención de mantener operativos los 69 aviones independientemente, con tasas de arrendamiento más elevadas. Como tal, se vieron con dificultades para encontrar aviones de 50 pasajeros para cubrir sus obligaciones. Chautauqua fue forzada a agregar nuevos aviones porque ExpressJet Airlines retuvo sus ERJs.
En julio del 2006, Continental Airlines anunció un nuevo contrato, donde Chautauqua Airlines proveería y operaría jets regionales como un portador de Continental Express. Por lo tanto, desde 2007, Continental Express cuenta con 205 aeronaves operadas por ExpressJet Airlines, y 25 aviones operados por Chautauqua.
- Bombardier Canadair Regional Jet
- Embraer ERJ 135
- Embraer ERJ 145